# بوب مادوكس
بوب مادوكس (بالإنجليزية: Bob Maddox)‏ هو لاعب كرة قدم أمريكية أمريكي، ولد في 2 مايو 1929 في فريدريك في الولايات المتحدة.